# Українсько-гондураські відносини
Українсько-гондураські відносини — відносини між Україною та Республікою Гондурас.
Гондурас визнав незалежність України 17 вересня 2002 року, того ж дня країни встановили дипломатичні відносини.
Інтереси громадян України в Республіці Гондурас захищає Посольство України на Кубі.

## Торгівля
У 2021 році експорт товарів України до Гондурасу склав 7140,02 тис.дол.США і порівняно з 2020 роком зменшився на 25%. Імпорт склав 7683,1 тис.дол.США, що перевищує на 40% показник 2020 року. Сальдо є негативним і становить 542,9 тис.дол.США.
Збільшення експорту відбулося завдяки експорту чорних металів (97,3% від всього експорту), в імпорті переважали їстівні плоди та горіхи (61,0%) та кава, чай (32,5%).